# Sanremo-Festival 2007
Die 57. Ausgabe des Festival della Canzone Italiana di Sanremo fand 2007 vom 27. Februar bis zum 3. März im Teatro Ariston in Sanremo statt und wurde von Pippo Baudo und Michelle Hunziker moderiert.

## Ablauf

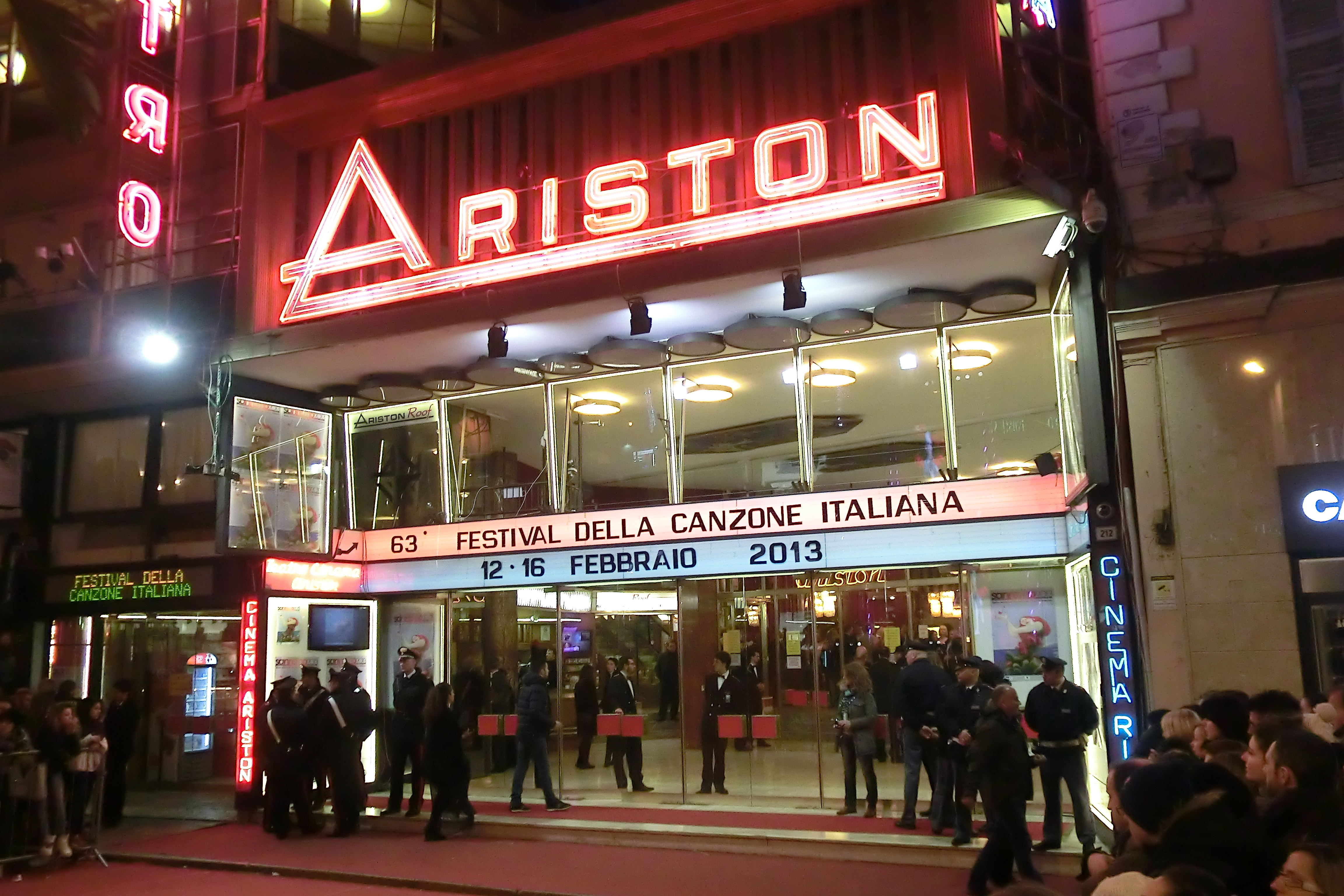
Das Ariston-Theater, Veranstaltungsort des Sanremo-Festivals

Nach der eher enttäuschenden Ausgabe 2006 holte die Rai Pippo Baudo als künstlerischen Leiter des Festivals zurück. Dieser machte die meisten Neuerungen der Vorjahre rückgängig und reduzierte das Teilnehmerfeld wieder auf die zwei traditionellen Kategorien, wobei die 20 Beiträge aus der Hauptkategorie alle das Finale erreichten, von den 14 Beiträgen der Newcomer-Kategorie hingegen nur acht. Außerdem führte er die Expertenjury und die Talkshow Dopofestival (moderiert von Piero Chiambretti) wieder ein. Einzig der „Duettabend“, an dem die Teilnehmer ihren Beitrag in einer neuen Version zusammen mit Gästen präsentieren konnten, blieb bestehen, wurde jedoch auf Donnerstag vorgezogen. Für die Moderation holte sich Baudo Michelle Hunziker mit ins Boot.
Unter den von Baudo ausgewählten Teilnehmern gab es wenige Überraschungen. Altstars wie Johnny Dorelli, Nada oder Milva wechselten sich mit Entdeckungen aus der jüngeren Festivalgeschichte wie Zero Assoluto oder Paolo Meneguzzi ab. Unerwartet waren das Duett von Roby Facchinetti und seinem Sohn Francesco, die Rückkehr Daniele Silvestris sowie die Teilnahme des damals in seiner Heimat völlig unbekannten Piero Mazzocchetti.
Simone Cristicchi übernahm mit Ti regalerò una rosa rasch die Favoritenrolle und konnte sich im Finale auch ohne Schwierigkeiten vor Al Bano (Nel perdono) und der Überraschung Piero Mazzocchetti (Schiavo d’amore) durchsetzen. Bei den Newcomern gewann Fabrizio Moro mit Pensa. Beide Sieger erhielten zusätzlich den Kritikerpreis.

## Teilnehmende Beiträge

### Campioni
- Sieger

| Platzierung | Interpret                       | Lied                                           | Autoren                                                                   | Stimmen |
| ----------- | ------------------------------- | ---------------------------------------------- | ------------------------------------------------------------------------- | ------- |
| 1           | Simone Cristicchi               | Ti regalerò una rosa                           | Simone Cristicchi                                                         | 8,22 %  |
| 2           | Al Bano                         | Nel perdono                                    | Renato Zero, Vincenzo Incenzo, Alterisio Paoletti, Yari Carrisi           | 7,22 %  |
| 3           | Piero Mazzocchetti              | Schiavo d’amore                                | Guido Morra, Maurizio Fabrizio                                            | 6,51 %  |
| 4           | Daniele Silvestri               | La paranza                                     | Daniele Silvestri                                                         | 5,64 %  |
| 5           | Mango                           | Chissà se nevica                               | Mango, Carlo De Bei                                                       | 5,46 %  |
| 6           | Paolo Meneguzzi                 | Musica                                         | Paolo Meneguzzi, Rosario Di Bella, Dino Melotti                           | 5,38 %  |
| 7           | Tosca                           | Il terzo fuochista                             | Ruggiero Mascellino, Massimo Venturiello, Tosca                           | 5,32 %  |
| 8           | Francesco und Roby Facchinetti  | Vivere normale                                 | Simone Bertolotti, Diego Calvetti, Marco Ciappelli, Francesco Facchinetti | 5,05 %  |
| 9           | Zero Assoluto                   | Appena prima di partire                        | Matteo Maffucci, Thomas De Gasperi, Danilo Pao, Enrico Sognato            | 5,04 %  |
| 10          | Antonella Ruggiero              | Canzone fra le guerre                          | Cristian Carrara, Antonella Ruggiero                                      | 4,99 %  |
| Finalisten  | Amalia Gré                      | Amami per sempre                               | Amalia Gré, Michele Ranauro, Paola Palma                                  |         |
| Finalisten  | Marcella Bella und Gianni Bella | Forever per sempre                             | Mogol, Gianni Bella                                                       |         |
| Finalisten  | Stadio                          | Guardami                                       | Saverio Grandi, Gaetano Curreri                                           |         |
| Finalisten  | Paolo Rossi                     | In Italia si sta male (si sta bene anziché no) | Rino Gaetano                                                              |         |
| Finalisten  | Nada                            | Luna in piena                                  | Nada                                                                      |         |
| Finalisten  | Johnny Dorelli                  | Meglio così                                    | Giorgio Calabrese, Gianni Ferrio                                          |         |
| Finalisten  | Fabio Concato                   | Oltre il giardino                              | Fabio Concato                                                             |         |
| Finalisten  | Leda Battisti                   | Senza me ti pentirai                           | Leda Battisti, Andrea Battaglia                                           |         |
| Finalisten  | Milva                           | The Show Must Go On                            | Giorgio Faletti                                                           |         |
| Finalisten  | Velvet                          | Tutto da rifare                                | A. Sgreccia, G. Cornetta, P. Ferrantini, P. Bazzoffi                      |         |

### Giovani
- Sieger
- In der Vorrunde ausgeschieden

| Platzierung           | Interpret          | Lied                                                | Autoren                                                              | Stimmen |
| --------------------- | ------------------ | --------------------------------------------------- | -------------------------------------------------------------------- | ------- |
| 1                     | Fabrizio Moro      | Pensa                                               | Fabrizio Moro                                                        | 5,10 %  |
| 2                     | Stefano Centomo    | Bivio                                               | Max Titi, Stefano Centomo                                            | 4,87 %  |
| 3                     | Pquadro            | Malinconiche sere                                   | Bruno Rubino, Giuseppe Di Tella                                      | 1,22 %  |
| 4                     | Marco Baroni       | L’immagine che ho di te                             | Marco Baroni, Alberto Bertoni                                        |         |
| 5                     | Romina Falconi     | Ama                                                 | Romina Falconi, Manrico Marcucci, Marco Randazzo, Simone Ciammarughi |         |
| 6                     | Sara Galimberti    | Amore ritrovato                                     | Cristina Bozzi, Roberto Ruocco                                       |         |
| 7                     | Jasmine            | La vita subito                                      | Renato Zero, Vincenzo Incenzo, Fio Zanotti, Claudio Guidetti         |         |
| 8                     | Elsa Lila          | Il senso della vita                                 | Guido Morra, Maurizio Fabrizio                                       |         |
|                       | Patrizio Baù       | Peccati di gola                                     | Maurizio Bernacchia, Patrizio Baù                                    |         |
| Pier Cortese          | Non ho tempo       | Pier Cortese                                        |                                                                      |         |
| FSC                   | Non piangere       | Davide Ferrario, Stefano Spallanzani, Andrea Polato |                                                                      |         |
| Grandi Animali Marini | Napoleone azzurro  | Francesco Ferrari                                   |                                                                      |         |
| Khorakhanè            | La ballata di Gino | Mario Ulderici, Luca Medri                          |                                                                      |         |
| Mariangela            | Ninna nanna        | Gino Magurno, Silvio Magurno, Paolo Bianco, G. Meo  |                                                                      |         |

## Erfolge
Die Festivalbeiträge dieses Jahres erwiesen sich als sehr erfolgreich. Insgesamt erreichten 22 Lieder entweder die italienischen Single- oder Downloadcharts. Am erfolgreichsten war der sechstplatzierte Paolo Meneguzzi mit Musica; neben den beiden Siegertiteln von Cristicchi bzw. Moro war auch Daniele Silvestris La paranza ein großer Erfolg.

| Jahr            | Titel Interpret                               | Höchstplatzierung, Gesamtwochen, AuszeichnungChartsChartplatzierungen (Jahr, Titel, Interpret, Platzierungen, Wochen, Auszeichnungen, Anmerkungen) | Anmerkungen              |
| Jahr            | Titel Interpret                               | IT | Anmerkungen              |
| --------------- | --------------------------------------------- | --- | ------------------------ |
| 2007            | Musica Paolo Meneguzzi                        | IT1 (34 Wo.)IT | Platz 6                  |
| 2007            | Pensa Fabrizio Moro                           | IT1 (22 Wo.)IT | Platz 1 (Newcomer)       |
| 2007            | La paranza Daniele Silvestri                  | IT2 (27 Wo.)IT | Platz 4                  |
| 2007            | Ti regalerò una rosa Simone Cristicchi        | IT3 (17 Wo.)IT | Platz 1                  |
| 2007            | Malinconiche sere Pquadro                     | IT9 (17 Wo.)IT | Platz 3 (Newcomer)       |
| 2007            | Il senso della vita Elsa Lila                 | IT9 (8 Wo.)IT | Platz 8 (Newcomer)       |
| 2007            | Ninna nanna Mariangela                        | IT10 (16 Wo.)IT | Ausgeschieden (Newcomer) |
| 2007            | Chissà se nevica Mango                        | IT12 (11 Wo.)IT | Platz 5                  |
| 2007            | Tutto da rifare Velvet                        | IT13 (11 Wo.)IT | Finalist                 |
| 2007            | Forever per sempre Marcella und Gianni Bella  | IT14 (7 Wo.)IT | Finalist                 |
| 2007            | Bivio Stefano Centomo                         | IT18 (11 Wo.)IT | Platz 2 (Newcomer)       |
| 2007            | Senza me ti pentirai Leda Battisti            | IT22 (4 Wo.)IT | Finalistin               |
| 2007            | La vita subito Jasmine                        | IT29 (7 Wo.)IT | Platz 7 (Newcomer)       |
| 2007            | Il terzo fuochista Tosca                      | IT32 (5 Wo.)IT | Platz 7                  |
| 2007            | Ama Romina Falconi                            | IT38 (3 Wo.)IT | Platz 5 (Newcomer)       |
| 2007            | Non piangere FSC                              | IT41 (1 Wo.)IT | Ausgeschieden (Newcomer) |
| 2007            | L’immagine che ho di te Marco Baroni          | IT43 (1 Wo.)IT | Platz 4 (Newcomer)       |
| Downloadcharts: |                                               | |                          |
|                 |                                               | |                          |
| 2007            | La paranza Daniele Silvestri                  | IT1 (18 Wo.)IT | Platz 4                  |
| 2007            | Ti regalerò una rosa Simone Cristicchi        | IT1 (11 Wo.)IT | Platz 1                  |
| 2007            | Pensa Fabrizio Moro                           | IT2 (24 Wo.)IT | Platz 1 (Newcomer)       |
| 2007            | Musica Paolo Meneguzzi                        | IT7 (12 Wo.)IT | Platz 6                  |
| 2007            | Appena prima di partire Zero Assoluto         | IT7 (9 Wo.)IT | Platz 9                  |
| 2007            | Il terzo fuochista Tosca                      | IT8 (4 Wo.)IT | Platz 7                  |
| 2007            | Amami per sempre Amalia Gré                   | IT11 (4 Wo.)IT | Finalistin               |
| 2007            | Malinconiche sere Pquadro                     | IT17 (3 Wo.)IT | Platz 3 (Newcomer)       |
| 2007            | Guardami Stadio                               | IT21 (2 Wo.)IT | Finalist                 |
| 2007            | Tutto da rifare Velvet                        | IT27 (3 Wo.)IT | Finalist                 |
| 2007            | Luna in piena Nada                            | IT33 (1 Wo.)IT | Finalistin               |
| 2007            | Ninna nanna Mariangela                        | IT39 (1 Wo.)IT | Ausgeschieden (Newcomer) |
| 2007            | Bivio Stefano Centomo                         | IT41 (1 Wo.)IT | Platz 2 (Newcomer)       |
| 2007            | Vivere normale Francesco und Roby Facchinetti | IT48 (1 Wo.)IT | Platz 8                  |
| 2007            | Chissà se nevica Mango                        | IT49 (1 Wo.)IT | Platz 5                  |

## Belege
1. ↑  Guido Racca & Chartitalia: Top 100 FIMI Singoli. Lulu, 2013.